# Punta Marina Terme
Punta Marina Terme est une frazione de la commune de Ravenne dans la province de Ravenne de la région Émilie-Romagne.